# Белађо
Белађо (итал. Bellagio) је насеље у Италији у округу Комо, региону Ломбардија.
Према процени из 2011. у насељу је живело 2823 становника. Насеље се налази на надморској висини од 227 м.

## Становништво
| 1931. | 1936. | 1951. | 1961. | 1971. | 1981. | 1991. | 2001. | 2011. |
| ----- | ----- | ----- | ----- | ----- | ----- | ----- | ----- | ----- |
| 3.720 | 3.643 | 3.712 | 3.536 | 3.413 | 3.189 | 3.012 | 2.949 | 3.796 |

## Партнерски градови
- Bundoran
- Алтеа
- Бад Кецтинг
- Холстебро
- Гранвил
- Houffalize
- Meerssen
- Niederanven
- Превеза
- Sesimbra
- Sherborne
- Karkkila
- Окселесунд
- Јуденбург
- Хојна
- Кесег
- Сигулда
- Сушице
- Türi Rural Municipality
- Звољен
- Пријенај
- Marsaskala
- Сирет
- Agros
- Шкофја Лока
- Трјавна